# Táborníci z Kikiwaka
Táborníci z Kikiwaka (v anglickém originále Bunk'd) je americký televizní sitcom stanice Disney Channel, který se vysílal od 31. července 2015 do 2. srpna 2024. Jedná se o spin-off seriálu Jessie. Vypráví o dětech, které opouštějí New York a jedou na tábor v Maine. Tam se setkávají s dalšími kamarády, se kterými se brzy skamarádí a se kterými prožívají různá dobrodružství.

## Děj
Sourozenci Rossovi (ze seriálu Jessie) jedou na letní tábor, kam jezdili v mládí také jejich rodiče.

## Vysílání
| Řada | Díly | Premiéra v USA    | Premiéra v USA    | Premiéra v ČR      | Premiéra v ČR      |
| Řada | Díly | První díl         | Poslední díl      | První díl          | Poslední díl       |
| ---- | ---- | ----------------- | ----------------- | ------------------ | ------------------ |
| 1    | 21   | 31. července 2015 | 20. května 2016   | 19. června 2016    | 18. února 2017     |
| 2    | 21   | 23. srpna 2016    | 24. května 2017   | 17. července 2017  | 25. listopadu 2017 |
| 3    | 16   | 18. června 2018   | 21. září 2018     | 1. října 2018      | 19. října 2018     |
| 4    | 30   | 20. června 2019   | 24. července 2020 | 23. března 2020    | 4. prosince 2020   |
| 5    | 21   | 15. ledna 2021    | 6. srpna 2021     | 31. května 2021    | 24. listopadu 2021 |
| 6    | 30   | 10. června 2022   | 21. května 2023   | 13. března 2023    | 28. září 2023      |
| 7    | 22   | 23. července 2023 | 2. srpna 2024     | 13. listopadu 2023 | 15. října 2024     |

## Obsazení

### Hlavní postavy
| Postava                          | Herec                              | Český dabing                                               |
| -------------------------------- | ---------------------------------- | ---------------------------------------------------------- |
| Emma Rossová                     | Peyton R. Listová (1.-3. řada)     | Lucie Kušnírová                                            |
| Ravi Ross                        | Karan Brar (1.-3. řada)            | David Štěpán                                               |
| Zuri Rossová                     | Skai Jacksonová (1.-3. řada)       | Klára Nováková                                             |
| Louella Lou Dorcas Hockhauserová | Miranda May                        | Anežka Saicová                                             |
| Xander McCormick                 | Kevin Quinn (1.-2. řada)           | Ondřej Havel                                               |
| Jorge Ramirez                    | Nathan Arenas (1.-2. řada)         | Jan Köhler                                                 |
| Tiffany Chenová                  | Nina Lu (1.-2. řada)               | Sára Nygrýnová                                             |
| Destiny Bakerová                 | Mallory James Mahoney (3.-7. řada) | Eliška Jirotková (3.-5. řady)Linda Křišťálová (6.-7. řada) |
| Matteo Silva                     | Raphael Alejandro (3.-5. řada)     | Daniel Rchichev                                            |
| Finn Sawyer                      | Will Buie Jr. (3.-5. řada)         | Ondřej Balcar                                              |
| Noah Lambert                     | Israel Johnson (4.-7.řada)         | Matěj Havelka                                              |
| Ava Kingová                      | Shelby Simmons (4.-5. řada)        | Sára Nygrýnová                                             |
| Gwen Floresová                   | Scarlett Estevez (4. řada)         | Linda Křišťálová                                           |
| Parker Preston                   | Trevor Tordjman (5.-7. řada)       | Matěj Převrátil                                            |
| Winnie Webberová                 | Shiloh Verrico (6.-7.řada)         | Mariana Franclová                                          |
| Jacob Jake Jacobs                | Luke Busey (6.-7.řada)             | bude oznámeno                                              |
| Bill Pickett                     | Alfred Lewis (6.-7.řada)           | bude oznámeno                                              |

### Vedlejší role
- Mary Cheer jako Gladys (1.-2. řada), (český dabing: Petra Hobzová)
- Casey Campbell jako Murphy (český dabing: Bohdan Tůma)
- Tessa Nething jako Hazel Swearengenová (1.-2. řada), (český dabing: 1. série Anna Novotná, 2. série Anna Theimerová)
- Lincoin Melcher jako Griff Jones (2. řada), (český dabing: Matěj Havelka)
- Lily Mae Silverstein jako Lydia (český dabing: Viktorie Taberyová)
- Frank jako Paní Kiplingová (3. řada)
- Nate Stone jako Timmy (český dabing: Jindřich Žampa)
- Garrett Holden Bales jako Chef Jeff
- Raini Rodriguez jako Barb Barca (4. řada)
- Michael McCusker jako Boomer Gower
- Ellen Karsten jako Slečna Tilly (4. řada)

### Speciální hosté seriálu
| Postava              | Herec                       | Český dabing     |
| -------------------- | --------------------------- | ---------------- |
| Christina Rossová    | Christina Moore (2. řada)   | Irena Hrubá      |
| Luke Ross            | Cameron Boyce (1.-2. řada)  | Jindřich Žampa   |
| Bertram Winkle       | Kevin Chamberlin (2. řada)  | Bohdan Tůma      |
| Eric                 | Spencer List (1. řada)      | Robin Pařík      |
| Emma Rossová         | Peyton R. Listová (5. řada) | Lucie Kušnírová  |
| Gwen Floresová       | Scarlett Estevez (4. řada)  | Linda Křišťálová |
| Priscilla Prestonová | Meg Donnelly (5. řada)      | bude oznámeno    |
| Finn Sawyer          | Will Buie Jr. (6. řada)     | Ondřej Balcar    |
| Barb Barca           | Raini Rodriguez (7. řada)   | Silvie Matičková |

### Účinkující hosté seriálu
- Ricardo Hurtado jako Austin Justin (4. řada)
- Frank jako Paní Kiplingová (4. řada), (hlas)
- Tessa Nething jako Hazel Swearengenová (český dabing: Anna Theimerová), (4. řada)

### Raven na táboře Kikiwaka 2. část
- Raven-Symoné jako Raven Baxterová (4. řada) (český dabing: Antonie Talacková Barešová)
- Issac Ryan Brown jako Booker Baxter-Carter (4. řada) (český dabing: Mikuláš Převrátil)
- Navia Robinson jako Nia Baxterová-Carterová (4. řada) (český dabing: Sabina Rojková)
- Jason Maybaum jako Levi Grayson (4. řada) (český dabing: Ondřej Balcar)
- Sky Katz jako Tess O’Malleyová (4. řada) (český dabing: Sára Nygrýnová)
- Anneliese van der Pol jako Chelsea Graysonová (4. řada) (český dabing: Anna Theimerová Suchánková)